# Caesars
Caesars (ursprünglich Caesars Palace) ist eine schwedische Alternative-Rock-Band aus Stockholm.

## Geschichte
1995 gründete César Vidal gemeinsam mit einem Freund aus Kindertagen, dem Gitarristen Joakim „Jocke“ Åhlund, eine Band, die nach dem berühmten Groß-Casino in Las Vegas, Caesars Palace benannt wurde. Als Bassist kam David Lindquist dazu, als Schlagzeuger Jens Örjenheim. Beim Indie-Label Dolores wurde eine 3-Track EP mit dem Titel Shake It produziert.
Im Jahr 1996 folgte das Mini-Album Rock de Puta Mierda. Während der Aufnahmen zum ersten Album Youth Is Wasted on the Young (1998) kaufte sich der Gitarrist Jocke eine alte Farfisa-Orgel, die den Sound der Band nachhaltig veränderte. Die Caesars begannen daraufhin an ihren einprägenden Orgel-Hooklines zu arbeiten.
2000 veröffentlichte die Band das Album Cherry Kicks. Die spätere Hit-Single Jerk It Out erschien 2002 auf dem Album Love for the Streets. Der Schlagzeuger Jens Örjenheim hatte zuvor die Gruppe verlassen und wurde durch Nino Keller ersetzt. Ihr Label Doloreswurde vom Major Virgin übernommen.
2003 wurden die Caesars mit The Soundtrack of Our Lives auf US-Tour geschickt. Da sie sich dort gut behaupten konnten, veröffentlichte Virgin ein Best-Of aus ihren drei ersten Alben – 39 Minutes of Bliss (In an Otherwise Meaningless World). Die Platte wurde auch in den USA veröffentlicht. Um einem möglichen Rechtsstreit mit dem Casino-Konzern Caesars Palace aus dem Weg zu gehen, änderten die vier Schweden vorher ihren Namen in Caesars. 2004 wurde Jerk It Out in Der Spielreihe FIFA 2004 neben anderen Liedern verschiedener Bands verwendet.
2005 konnte die Band mit Jerk It Out den größten Erfolg ihrer Geschichte feiern. Die Firma Apple benutzte den Song für die Werbung des neuen iPod-Shuffles. Zudem fand der Titel auch Verwendung im Konsolenspiel BDFL Manager 2005. Im Verlaufe des Jahres veröffentlichten die Caesars das Album Paper Tigers.
Das Doppelalbum Strawberry Weed mit 24 Stücken wurde 2008 veröffentlicht. Es wurde produziert von Ebbot Lundberg von The Soundtrack of Our Lives.
In einem Interview des schwedischen Radiosenders P3 am 13. Februar 2012 berichtete Joakim Åhlund, dass das Projekt Caesars derzeit auf Eis liegt. Im August 2018 spielte die Band beim Propaganda–Festival in Stockholm.

## Diskografie

### Alben
- 1996: Rock de Puta Mierda (Dolores)
- 1998: Youth Is Wasted on the Young (als „The Twelve Caesars“)
- 2000: Cherry Kicks (als „Caesars Palace“)
- 2002: Love for the Streets (als „Caesars Palace“)
- 2003: 39 Minutes of Bliss (In an Otherwise Meaningless World)
- 2005: Paper Tigers
- 2008: Strawberry Weed

### Singles
- 1995: Shake It (7", Dolores, 3 Songs: Shake It, Odd Job und Born Cool)
- 7" Dolores Singleclub (7", Dolores, 2 Songs: Bound and Dominated und Get Off of My Cloud)
- 2003: Jerk It Out
- 2003: Fun and Games
- 2003: (I’m Gonna) Kick You Out
- 2005: We Got to Leave
- 2005: Jerk It Out
- 2005: Paper Tigers
- 2005: It’s Not the Fall that Hurts (US)
- 2007: No Tomorrow

## Nebenprojekte
- Teddybears (aka Teddybears STHLM) – Joakim „Jocke“ Åhlund (Gitarre, Gesang) ist Mitglied in der erfolgreichen Band.
- Smile – Joakim „Jocke“ Åhlund gründete 2012 auf dem Label Ingrid zusammen mit Björn Yttling von Peter Bjorn and John diese Band.
- Safari On Pluto – César Vidal (Gesang, Gitarre) debütierte 2004 mit dieser Band.
- The Slaves – Nino Keller (Schlagzeug, seit 2000) hat seit 2004 mit seinem Bruder Robin zusammen eine Band, The Slaves.
- Joakim „Jocke“ Åhlund verdient sich ein Nebenbrot als Video-Clip-Regisseur, so zum Beispiel mit New Noise von Refused und Reproduction Of Death der International Noise Conspiracy.
- Don’t Fear the Reaper von den Caesars ist in der zweiten Staffel der Fernsehserie Six Feet Under zu hören.